# Nippononeta okumae
Nippononeta okumae är en spindelart som beskrevs av Ono och Saito 200. Nippononeta okumae ingår i släktet Nippononeta och familjen täckvävarspindlar. Inga underarter finns listade i Catalogue of Life.